# La Conquête gauloise
La Conquête gauloise est le premier volet du roman historique Caesar écrit par Colleen McCullough en 1997. Il a été publié en français aux Éditions L'Archipel en 2000. Il est la suite de Jules César, le glaive et la soie. Le second volet est César imperator. 
Il s'agit du septième roman de la fresque historique Les Maîtres de Rome.

## Résumé
L'histoire débute en 54 av. J.-C.. César est en Gaule depuis 4 ans et l'a à peu près pacifiée. Il profite d'une pause pour entreprendre une expédition sur l'île de Bretagne où les Romains n'étaient jamais allés jusqu'à maintenant. C'est au moment où  il s'apprête à repartir pour le continent qu'il reçoit une lettre de Pompée lui annonçant la mort de sa fille Julia.
N'ayant pas confiance aux peuples de la Gaule belgique, César installe ses légions chez les différents peuples qui y habitent. Le chef des Éburons, Ambiorix, est prêt à organiser une révolte générale dans la région. La XIIIe légion, commandée par Sabinus et Cotta, est massacrée par ses hommes après être tombée dans un piège. César l'apprend le lendemain mais il n'est pas au bout de ses surprises. Le camp de Quintus Cicéron est assiégé par les Nerviens et Labienus en a plein les bras avec les Trévires. César aide d'abord Cicéron à se débarrasser des Nerviens. Puis il envoie les Rèmes secourir Labienus qui fait mettre à mort Indutiomar, le roi des Trévires, au grand dam de César qui aurait voulu un peu plus de clémence.
D'ailleurs, après avoir écrasé les Nerviens, il organise une assemblée réunissant les chefs des différentes tribus gauloises pour les inciter à accepter pacifiquement la domination romaine. L'un des chefs de la délégation arverne, Vercingétorix, s'oppose ouvertement à lui. Sitôt cette conférence achevée, César repart à la recherche d'Ambiorix. Il traverse même en Germanie lorsqu'il apprend qu'il s'y est rendu. Il extermine la tribu des Éburons mais Ambiorix n'est pas capturé.
Puis, en 52 av. J.-C., c'est l'insurrection générale en Gaule celtique. Sous le commandement de Vercingétorix, les Arvernes, les Carnutes, les Éduens, les Sénons, les Cadurques et d'autres peuples s'unissent pour bouter les Romains hors de Gaule. César, qui passait l'hiver en Gaule italique, revient à toute vitesse en Gaule chevelue et se rend compte de la gravité de la situation. Il entre chez les Carnutes, les Sénons et les Bituriges afin d'y détruire les bases de Vercingétorix. Il réussit non sans mal à prendre Avaricum, la capitale des Bituriges, après un long siège d'un mois. Puis il entre en territoire arverne où il est mis en échec devant Gergovie.
Mais César reste optimiste. Vercingétorix attaque ses légions alors qu'il se dirige vers l'est mais il est vaincu. Le chef gaulois s'enferme alors dans Alésia, certain que César n'entrependra pas un siège aussi difficile. Mais ce n'est pas le genre d'entreprise qui arrête le général romain. Il assiège Alésia en construisant une circonvallation autour de la cité. Une armée de secours gauloise arrive à la rescousse mais elle est repoussée. Vercingétorix doit finalement se rendre.
En marge de la guerre des Gaules, le roman raconte également ce qui se passe à Rome et dans l'Empire à la même époque: la mort tragique de Crassus qui met fin au premier triumvirat; le meurtre de Publius Clodius par un démagogue du même acabit, Titus Annius Milon; et le retournement d'alliance de Pompée, maintenant allié aux Boni, ennemis jurés de César.

## Les principaux personnages
- Jules César : général romain tentant de conquérir la Gaule.
- Titus Labienus : légat de César en Gaule.
- Caius Trebonius : légat de César en Gaule.
- Quintus Cicéron : légat de César en Gaule.
- Decimus Brutus: légat de César en Gaule.
- Caius Fabius : légat de César en Gaule.
- Marc Antoine : légat de César en Gaule.
- Lucius César : cousin de César. Son légat en Gaule transalpine.
- Aulus Hirtius : fonctionnaire au service de César en Gaule.
- Rhiannon : maîtresse gauloise de César. Cousine de Vercingétorix.
- Vercingétorix : chef des Arvernes.
- Commios : chef des Atrébates.
- Ambiorix : chef des Éburons.
- Acco : chef des Sénons.
- Gutruatos : chef des Carnutes.
- Lucter : chef des Cadurques.
- Litavic : chef des Éduens.
- Pompée : général romain. Ancien allié de César.
- Publius Clodius : démagogue romain.
- Fulvia : femme du précédent.
- Titus Annius Milon : démagogue romain au service de Pompée.
- Marcus Porcius Caton : politicien romain.
- Metellus Scipio : ami de Caton.
- Marcus Calpurnius Bibulus : ami de Caton.
- Marcus Tullius Cicéron : politicien et avocat romain.
- Marcus Licinius Crassus : allié de César tué en tentant d'envahir l'Empire parthe.

## Édition française
- Colleen McCullough. La Conquête gauloise. Éditions L'Archipel. 2000. 410 p.